# Montecristo
Pour les articles homonymes, voir Montecristo (homonymie).

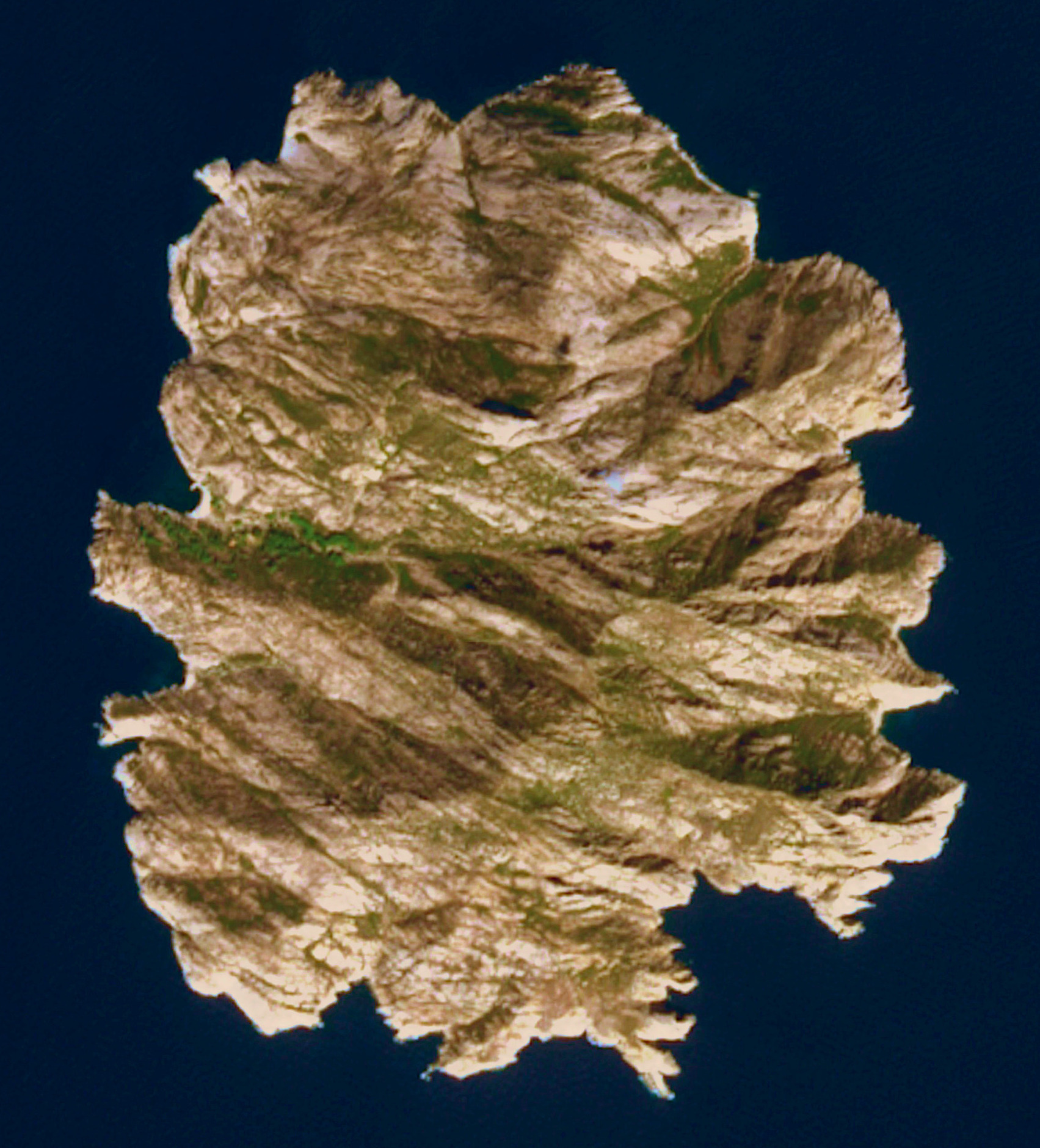
Image satellite de Montecristo

Montecristo est une petite île italienne montagneuse située à 41 km au sud de l'île d'Elbe et à l'ouest de l’île du Giglio, à 61 km de la Corse à vol d'oiseau, et à peu près à mi-chemin entre celle-ci et l'Italie.

## Géographie
Située en mer Tyrrhénienne, l'île est visible de la Corse ou de l'île d'Elbe par temps clair sans brume de chaleur. Elle fait partie de l'archipel toscan. L'île fait figure de singularité en raison de son isolement et de son fort relief. De forme ovale, elle mesure environ 4 km de long dans son axe nord-sud sur 3,5 km de large dans son axe est-ouest, pour une superficie de 10 km2 et un linéaire de 16 km de côtes. La navigation autour de l'île est interdite à moins d'un kilomètre du rivage, qui n'est formé que de falaises abruptes plongeant dans l'eau avec un angle de 60° environ. L'île, sauvage et escarpée, est un bloc de rocher de granite qui culmine à 645 m. Il faut en moyenne 3 ans d'attente pour s'en voir délivrer un permis de visite.

## Nature

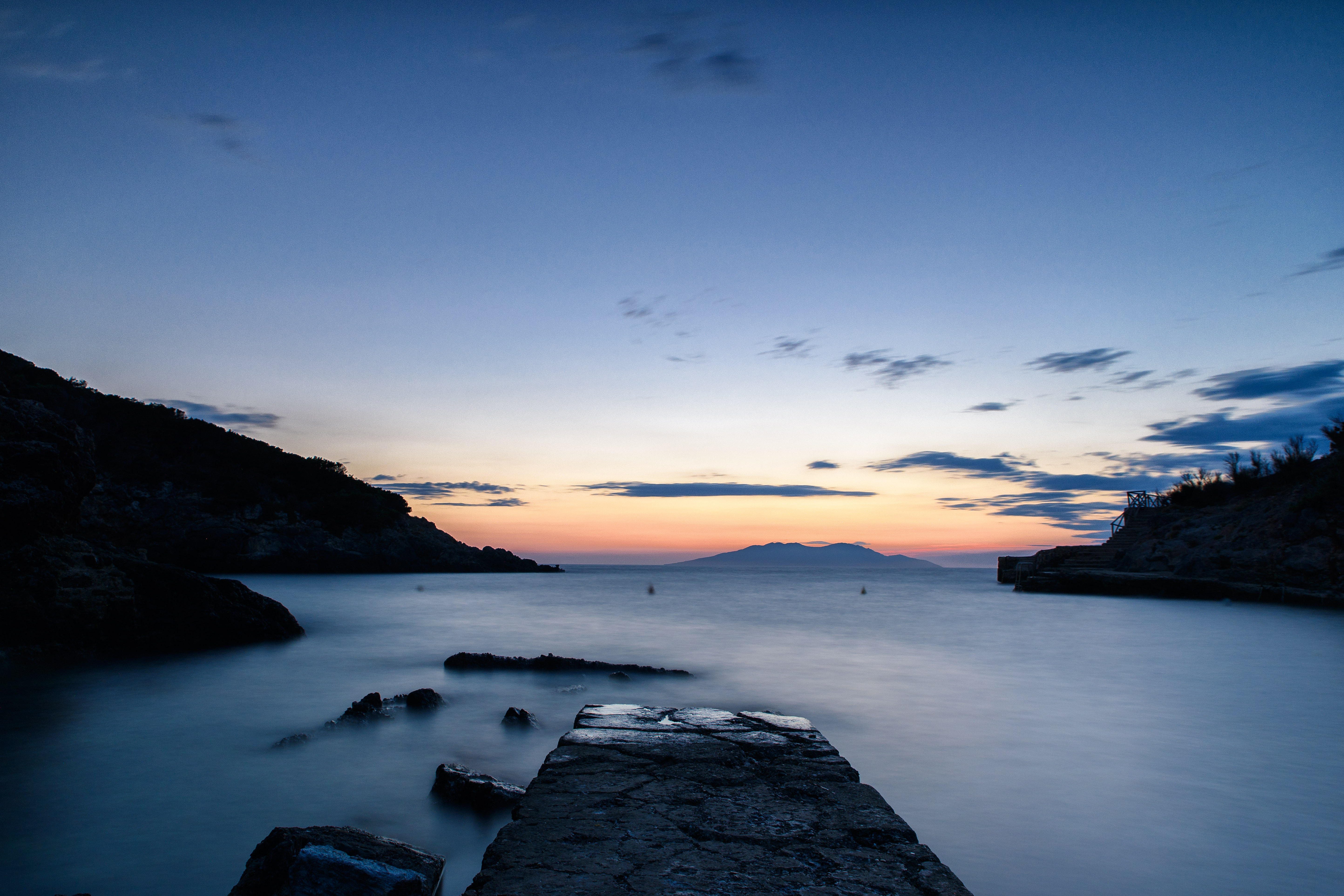
La cala maestra, de débarquement sur l'île de Montecristo. Juillet 2020.

L'île abrite 400 à 500 chèvres sauvages, une race de bouquetin qui s'est acclimatée aux lieux depuis son importation. Quelques animaux endémiques sont présents comme la Vipère de Montecristo (Vipera aspis montecristi), la Couleuvre de Montecristo (Coluber viridiflavus katzeri) et le Lézard de Montecristo (Podarcis siculus), ainsi que quelques oiseaux dont le Faucon pèlerin, le Faucon crécerelle et le Puffin.
En 1852, le Britannique George Watson Taylor achète l'île et se fait construire une villa. Il l'acclimate en plantant de nombreuses espèces végétales. L'accès se fait par deux rudes sentiers de montagne partant d'une anse, la cala maestra, pour desservir les quelques constructions habitées dans la montagne dont l'ancienne villa Royale et un musée de sciences naturelles. Un jardin botanique, créé au XIXe siècle, présente une collection d'arbres acclimatés : l'Eucalyptus, le Cyprès, le Palmier dattier, le Pin d'Alep, le Pin parasol, l'Agave, le Laurier rose, le Ficus, l'Ailante. À partir de 1874, l'île sert de colonie pénitentiaire en raison de son isolement, comme sur les autres îles toscanes, le maquis étant présent sur une grande partie de cette île sauvage.             
Le gouvernement italien consacre cette île éloignée à la préservation de la nature. Le site est classé depuis 1971 en réserve naturelle.  En 1977, le conseil de l'Europe classe l'île en réserve biogénétique. L'accès est réservé aux scientifiques qui y viennent régulièrement pour étudier la faune et la flore. Un couple de gardiens du « Corps forestier » et quelques employés y vivent en permanence. L'île n'est accessible en vedette qu'à partir de la crique de la cala maestra avec l'accostage à un quai rudimentaire muni d'une autorisation officielle avec un contrôle sur liste à l'embarquement. Les ruines d'un monastère du XIIIe siècle, détruit par des pirates en 1553, sont encore visibles.

## Littérature
L'île est surtout connue pour être l'un des lieux mentionnés dans le célèbre roman Le Comte de Monte-Cristo (1844-1846) d'Alexandre Dumas, lui donnant même son titre. Toutefois la description qui en est donnée dans ce livre ne correspond pas au véritable paysage naturel. Monte Cristo signifie en italien « la montagne du Christ », ce qui a pu amener Dumas à choisir ce nom pour une histoire habitée par le malheur, la vengeance et le pardon. L'édition originale de 1845 du roman a pour titre « Le Comte de Monte-Christo », soit une orthographe légèrement différente.
Alexandre Dumas connaissait par ailleurs les légendes sur les trésors cachés de Toscane et au cours de l'un de ses voyages en Toscane, au retour en bateau de l'île d'Elbe en 1842 en compagnie du prince Napoléon, fils de Jérôme Bonaparte, l'un des marins présents à bord propose de faire le tour de l'île de Montecristo, sans jamais l'aborder ni y pénétrer, mais l'écrivain qui cherchait un titre à son roman y a visiblement trouvé l'idée et l'inspiration.
Dans le roman de Dumas, Edmond Dantès, alias le comte de Monte-Cristo, va prendre possession du trésor des Spada, caché en 1498 sur l'île, dont l'abbé Faria lui a indiqué l'emplacement.

## Galerie

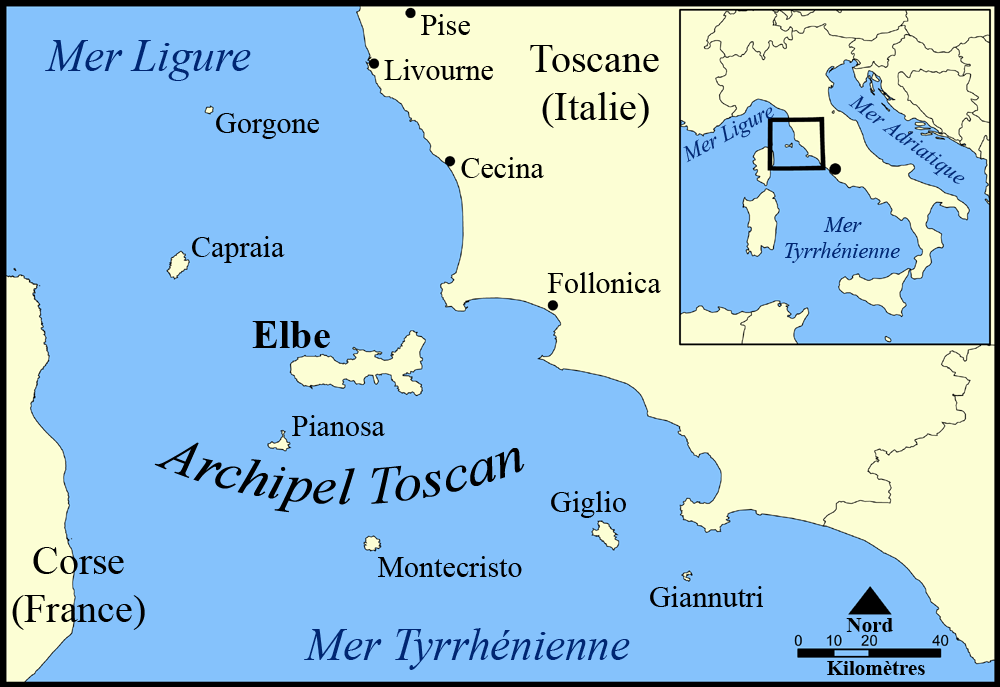
Position de l'île dans l'archipel toscan.
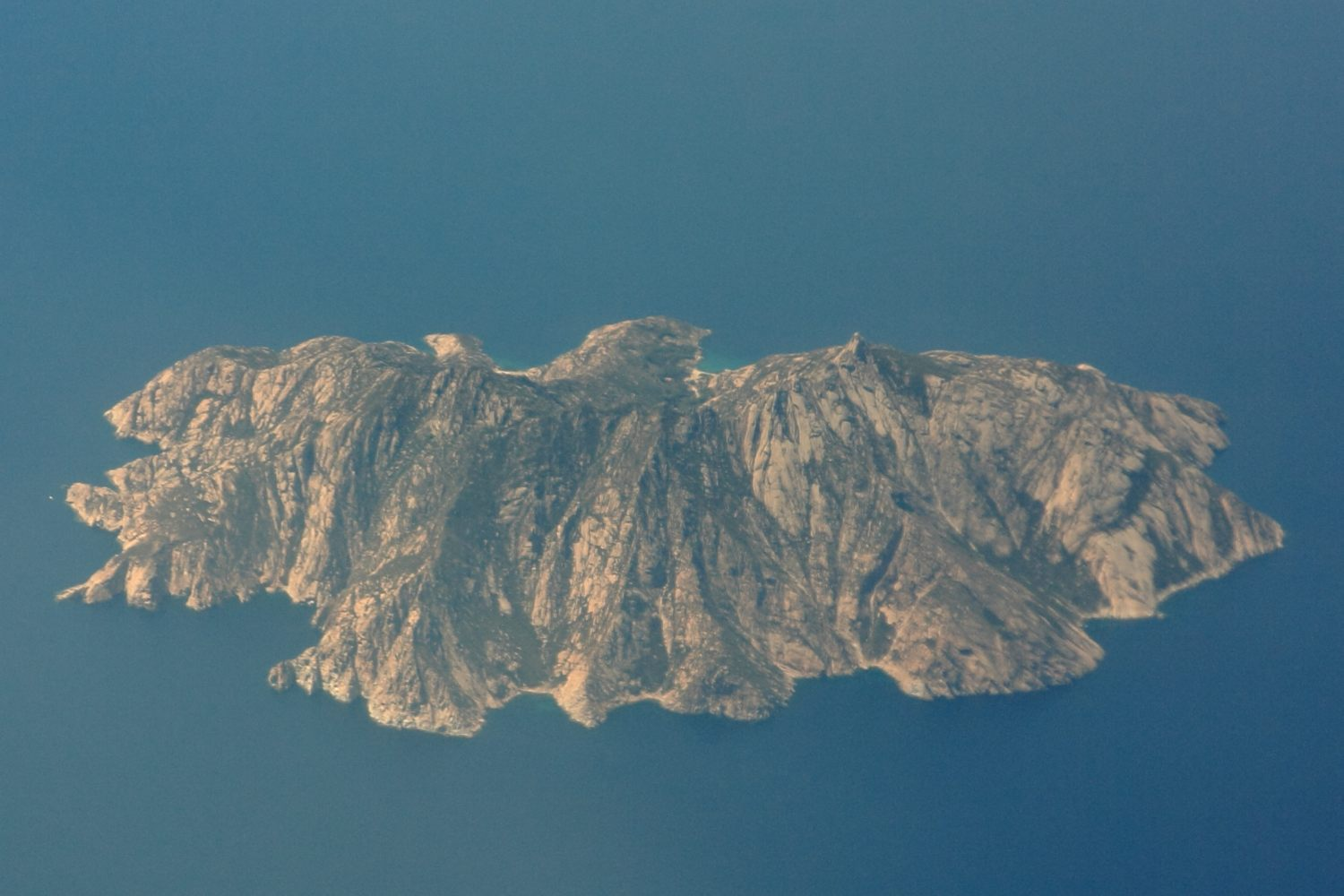
Vue aérienne de l'île.